# Jonathon Merrill
Pour les articles homonymes, voir Merrill.
Jonathon Merrill, dit Jon Merrill, (né le 3 février 1992 à Brighton dans l'État du Michigan aux États-Unis) est un joueur professionnel américain de hockey sur glace. Il évolue au poste de défenseur.

## Biographie

### Carrière en club
Merill intègre le programme national de développement en 2008. Il est choisi au deuxième tour, en trente-huitième position par les Devils du New Jersey lors du repêchage d'entrée dans la LNH 2010. De 2010 à 2013, il poursuit un cursus universitaire à l'Université du Michigan. Il évolue avec les Wolverines dans le championnat NCAA. 
Il passe professionnel avec les Devils d'Albany de la Ligue américaine de hockey en 2013. Le 3 novembre 2013, il joue son premier match avec les Devils dans la Ligue nationale de hockey chez le Wild du Minnesota. Lors de ce match, il est blessé au visage et est victime d'une commotion cérébrale. Il marque sa première assistance le 29 novembre chez les Hurricanes de la Caroline. Il inscrit son premier but, le 7 février 2014 celui de la victoire 2-1 en prolongation face aux Oilers d'Edmonton.
Le 21 juin 2017, il est repêché des Devils par les Golden Knights de Vegas lors du repêchage d'expansion de la LNH 2017. 
Il signe une prolongation de contrat de deux ans avec Vegas, le 16 janvier 2018. À la fin de la saison 2019-2020, il devient agent libre sans compensation et signe une entente valide pour une saison avec les Red Wings de Détroit, le 9 octobre 2020.
Le 11 avril 2021, il est échangé aux Canadiens de Montréal en retour de l'attaquant Hayden Verbeek et d'un choix de 5e tour en 2021.

### Carrière internationale
Il représente les États-Unis en sélections jeunes.

## Statistiques

### En club
| Saison     | Équipe                  | Ligue      |     | Saison régulière | Saison régulière | Saison régulière | Saison régulière | Saison régulière |   | Séries éliminatoires | Séries éliminatoires | Séries éliminatoires | Séries éliminatoires | Séries éliminatoires |
| Saison     | Équipe                  | Ligue      | PJ  | B                | A                | Pts              | Pun              | PJ               | B | A                    | Pts                  | Pun                  |                      |                      |
| 2008-2009  | USNTDP -18 ans          | NAHL       | 26  | 2                | 2                | 4                | 14               | -                | - | -                    | -                    | -                    |                      |                      |
| 2008-2009  | U.S. National -18 ans   | USDP       | 19  | 1                | 4                | 5                | 6                | -                | - | -                    | -                    | -                    |                      |                      |
| 2009-2010  | U.S. National -18 ans   | USHL       | 20  | 1                | 7                | 8                | 10               | -                | - | -                    | -                    | -                    |                      |                      |
| 2009-2010  | U.S. National -17 ans   | USHL       | 2   | 0                | 1                | 1                | 2                | -                | - | -                    | -                    | -                    |                      |                      |
| 2010-2011  | Wolverines du Michigan  | CCHA       | 42  | 7                | 18               | 25               | 16               | -                | - | -                    | -                    | -                    |                      |                      |
| 2011-2012  | Wolverines du Michigan  | CCHA       | 19  | 2                | 9                | 11               | 15               | -                | - | -                    | -                    | -                    |                      |                      |
| 2012-2013  | Wolverines du Michigan  | CCHA       | 21  | 2                | 9                | 11               | 14               | -                | - | -                    | -                    | -                    |                      |                      |
| 2012-2013  | Devils d'Albany         | LAH        | 12  | 1                | 7                | 8                | 4                | -                | - | -                    | -                    | -                    |                      |                      |
| 2013-2014  | Devils d'Albany         | LAH        | 15  | 2                | 8                | 10               | 0                | 4                | 1 | 1                    | 2                    | 10                   |                      |                      |
| 2013-2014  | Devils du New Jersey    | LNH        | 52  | 2                | 9                | 11               | 12               | -                | - | -                    | -                    | -                    |                      |                      |
| 2014-2015  | Devils du New Jersey    | LNH        | 66  | 2                | 12               | 14               | 24               | -                | - | -                    | -                    | -                    |                      |                      |
| 2015-2016  | Devils du New Jersey    | LNH        | 47  | 1                | 4                | 5                | 28               | -                | - | -                    | -                    | -                    |                      |                      |
| 2016-2017  | Devils du New Jersey    | LNH        | 51  | 1                | 5                | 6                | 24               | -                | - | -                    | -                    | -                    |                      |                      |
| 2017-2018  | Golden Knights de Vegas | LNH        | 34  | 1                | 2                | 3                | 22               | 8                | 0 | 0                    | 0                    | 10                   |                      |                      |
| 2018-2019  | Golden Knights de Vegas | LNH        | 57  | 3                | 12               | 15               | 53               | 7                | 0 | 0                    | 0                    | 0                    |                      |                      |
| 2019-2020  | Golden Knights de Vegas | LNH        | 49  | 2                | 5                | 7                | 32               | 1                | 0 | 1                    | 1                    | 0                    |                      |                      |
| 2020-2021  | Red Wings de Détroit    | LNH        | 36  | 0                | 5                | 5                | 12               | -                | - | -                    | -                    | -                    |                      |                      |
| 2020-2021  | Canadiens de Montréal   | LNH        | 13  | 0                | 0                | 0                | 4                | 13               | 0 | 0                    | 0                    | 0                    |                      |                      |
| 2021-2022  | Wild du Minnesota       | LNH        | 69  | 4                | 16               | 20               | 22               | 6                | 0 | 1                    | 1                    | 0                    |                      |                      |
| 2022-2023  | Wild du Minnesota       | LNH        | 73  | 2                | 10               | 12               | 38               | 2                | 0 | 0                    | 0                    | 2                    |                      |                      |
| 2023-2024  | Wild du Minnesota       | LNH        | 65  | 4                | 7                | 11               | 30               | -                | - | -                    | -                    | -                    |                      |                      |
| Totaux LNH | Totaux LNH              | Totaux LNH | 612 | 22               | 87               | 109              | 301              | 37               | 0 | 2                    | 2                    | 12                   |                      |                      |

### En équipe nationale
| Année | Compétition                          |   | PJ | B | A | Pts | Pun | +/-                |  | Résultat |
| 2009  | Championnat du monde moins de 18 ans | 7 | 0  | 2 | 2 | 4   | +1  | Médaille d'or      |  |          |
| 2010  | Championnat du monde moins de 18 ans | 7 | 0  | 1 | 1 | 2   | +3  | Médaille d'or      |  |          |
| 2011  | Championnat du monde junior          | 6 | 1  | 4 | 5 | 0   | -2  | Médaille de bronze |  |          |
| 2012  | Championnat du monde junior          | 6 | 0  | 4 | 4 | 6   | +5  | Septième place     |  |          |
| 2022  | Championnat du monde                 | 1 | 0  | 0 | 0 | 0   | 0   | Quatrième place    |  |          |

## Trophées et honneurs personnels

### NCAA
- 2010-2011 : nommé dans l'équipe du tournoi final

### CCHA
- 2010-2011 : nommé dans l'équipe des recrues
- 2010-2011 : nommé dans la deuxième équipe d'étoiles